# Werejki
Werejki (biał. Вярэйкі, Wiarejki; ros. Верейки, Wieriejki) – agromiasteczko na Białorusi, w obwodzie grodzieńskim, w rejonie wołkowyskim, siedziba sielsowietu. 
Wieś szlachecka położona była w końcu XVIII wieku w starostwie niegrodowym mścibowskim w powiecie wołkowyskim województwa nowogródzkiego. 
We wsi mieszkają dwie wspólnoty wyznaniowe: katolicka i prawosławna. Obie te wspólnoty mają parafie w tej wsi.

## Zabytki[3]
- Cerkiew Wszystkich Świętych Białorusi (prawosławna)
- Kościół Imienia Maryi z 1848 r. (katolicki)